# Еріх Ратсманн
Еріх Ратсманн (нім. Erich Rathsmann; 13 липня 1885 — травень 1945) — німецький військовий ветеринар, доктор ветеринарії (1911), генерал-лейтенант ветеринарної служби вермахту (1 березня 1942).

## Біографія
Учасник Першої світової війни. З 1914 року — ветеринар 5-го баденського польового артилерійського полку №76 у Фрайбурзі. Після демобілізації армії залишений в рейхсвері, ветеринар 5-го (пруського) кінного полку в Штольпі. З 1932 року — головний ветеринар 3-ї дивізії і 3-го військового округу, з 24 листопада 1938 року — 6-ї групи сухопутних військ в Ганновері, з 26 серпня 1939 року — 4-ї, з 1 серпня 1941 року — 2-ї, з 10 вересня 1942 року — 12-ї армії, з 1 січня 1943 року — групи армій «E», з 26 серпня 1943 року — «F», з 24 січня 1945 року — «Вайксель». Загинув у бою.

## Нагороди
- Залізний хрест 2-го класу
- Орден Церінгенського лева, лицарський хрест 2-го класу з мечами
- Почесний хрест ветерана війни з мечами (1934)
- Медаль «За вислугу років у Вермахті» 4-го, 3-го і 2-го класу (18 років; 2 жовтня 1936) — отримав 3 нагороди одночасно.
- Хрест Воєнних заслуг 2-го і 1-го класу з мечами
- Медаль «За зимову кампанію на Сході 1941/42» (1942)